# كرايغ ليهي
كرايغ ليهي (بالإنجليزية: Craig Leahy)‏ هو لاعب قذف أيرلندي، ولد في 1 سبتمبر 1989 في Glanmire ‏ في جمهورية أيرلندا.